# Bridgewater (Pennsylvanie)
Pour les articles homonymes, voir Bridgewater.
Bridgewater est un borough situé dans le comté de Beaver, en Pennsylvanie, aux États-Unis,. En 2010, il comptait une population de 1 534 habitants. Il est incorporé le 2 avril 1858.

## Démographie
Lors du recensement de 2010, le borough comptait une population de 704 habitants. Elle est estimée, le 1er juillet 2019, à 670 habitants.

## Personnalité liée à la ville
- May French Sheldon (1847 - 1936), autrice et exploratrice américaine

### Source de la traduction
- (en) Cet article est partiellement ou en totalité issu de l’article de Wikipédia en anglais intitulé « Bridgewater, Pennsylvania » (voir la liste des auteurs).